# 케일리 험프리스
케일리 험프리스(영어: Kaillie Humphries, 태명은 케일리 시먼드슨 - 영어: Kaillie Simundson, 1985년 9월 4일~)는 캐나다 태생 미국의 봅슬레이 선수이다. 2010년 동계 올림픽과 2014년 동계 올림픽 여자 봅슬레이 종목에서 우승하였고, 최초로 올림픽 2관왕을 차지한 여자 봅슬레이 선수가 되어, 폐막식에서는 히터 모이스와 함께 캐나다 기수를 맡았다. 2018년 동계 올림픽에서는 동메달을 획득하였다. 올림픽 외에도 FIBT 세계 선수권 대회 2관왕을 두 차례 차지한 경력이 있다.
2014년 험프리스는 엘레나 마이어스와 함께 국제 4인승 봅슬레이 대회의 혼성팀으로 출전한 최초의 여자 조종수가 되었다. 이전까지 4인승 봅슬레이는 남성들의 전유물이었으나, 봅슬레이 연맹의 혼성팀 구성 허용 규칙 개정으로 바뀌게 된 것이다. 2013-14 봅슬레이 월드컵 시즌에는 국제 봅슬레이 스켈레톤 연맹이 주관하는 월드컵에서 28차례 우승, 세계선수권대회에서 7차례 우승, 올림픽 메달 2관왕을 달성하는 진기록을 세웠다. 2014년 험프리스는 매년 캐나다의 최우수 선수에게 주어지는 루 마시 어워드를 수상하였다.
2016년 1월 9일, 험프리스는 4인승 월드컵 봅슬레이 레이스에서 처음으로 4명 전원이 여성인 팀의 조종수를 맡게 되었다. 당시 신시아 애피아, 제네비에브 티보, 멀리사 로톨즈가 동료로 나섰다. 2018년 동계 올림픽 봅슬레이 여자 2인승에서는 동메달을 획득하였다.

## 초창기
험프리스는 16살 때부터 봅슬레이가 아닌 알파인스키 경기에 출전하기 시작했다. 그러나 수차례의 부상으로 두 다리가 부러지는 치명적인 사고를 당하자 스키에서 은퇴할 수밖에 없었다. 2002년 험프리스는 종목을 바꾸어 브레이크맨으로서 봅슬레이 경력을 시작했고 2006년 동계 올림픽에서는 캐나다 대표팀의 대체투입 선수로 선발되기도 했다.

## 경력
2007년 험프리스는 캐나다 차트에서도 후순위에 머물렀고, 대체선수로 투입됐던 2006년 동계 올림픽에서도 이렇다 할 주목을 받지 못했다. 한때 약혼남 댄 험프리스의 국적을 따라 영국 국가대표로 나서는 방안을 고민하기도 했으나 이내 캐나다팀에 남기로 마음먹고, 봅슬레이 훈련원 선수로 계약을 맺어 일자리를 얻었다. 이후 독일 알텐베르크에서 열린 2008년 FIBT 세계 선수권 대회 봅슬레이-스켈레톤 단체 혼성종목에서 은메달을 차지하는 데 기여하였다.
2009-10 봅슬레이 월드컵 시즌에서는 7위에 오른 것을 시작으로, 총 8차례의 레이스 중 우승 1회, 메달권 진입 2회, 6위권 진입 1번 등 전반적으로 좋은 기록을 보였다. 이 같은 월드컵 성적을 발판삼아, 2010년 동계 올림픽의 여자 2인승에서는 히터 모이스와 함께 생애 첫 올림픽 금메달을 거머쥐게 되었다. 한편 캐나다의 셰일리앤 브라운과 헬렌 어퍼튼 팀이 은메달을 차지하면서 캐나다가 한 종목에서 두 개의 메달을 동시에 따는 첫번째 사례로 남게 되었다. 올림픽 우승은 험프리의 어린 시절 꿈을 완성하는 사건이기도 했는데, 결승 직후 험프리는 "아직 뭐라고 말할 수 있을 것 같진 않고요, 최선을 다했습니다. 어린 시절 세웠던 목표가 이뤄졌으니 놀랍습니다."라고 밝혔다.
2010년 동계 올림픽이 끝난 뒤에는 두 시즌동안 세계 선수권 대회와 월드컵 투어에서 이렇다 할 성적은 보이지 못했다. 전반적으로는 10위권 진입을 계속해서 이뤄내며 종합순위 3위로 시즌을 마칠 정도였으나, 실로 의미있는 기록은 2010-11 봅슬레이 월드컵에서 딱 한번 메달권에 들었을 뿐이었다. 2011-12 봅슬레이 월드컵에서는 이와는 반대로 우승 세번을 비롯한 메달권 진입 네번을 이뤄냈음에도 불구하고 전체순위로는 5위에 머물렀다.